# Каракол (Урджарський район)
Карако́л (каз. Қаракөл) — село у складі Урджарського району Абайської області Казахстану. Адміністративний центр Каракольського сільського округу.
Населення — 1695 осіб (2021; 1160 у 2009, 1569 у 1999, 3063 у 1989).
Національний склад станом на 1989 рік:
- казахи — 100 %